# Avions de Transport Régional
Avions de Transport Régional (ATR) je talijansko-francuski proizvođač zrakoplova, kojeg je 1981. godine osnovao Aérospatiale (sada EADS) i Aeritalia (sada Alenia Aeronautica).

## Modeli
- ATR 42 (prvi let 1984.)
  - ATR 42-300
  - ATR 42-320
  - ATR 42-500
- ATR 72 (prvi let 1986.)
  - ATR 72-200
  - ATR 72-210
  - ATR 72-500

## Vanjske poveznice
- Službene stranice ATR  Arhivirana inačica izvorne stranice od 22. veljače 2011. (Wayback Machine)